# 만들어진 전통

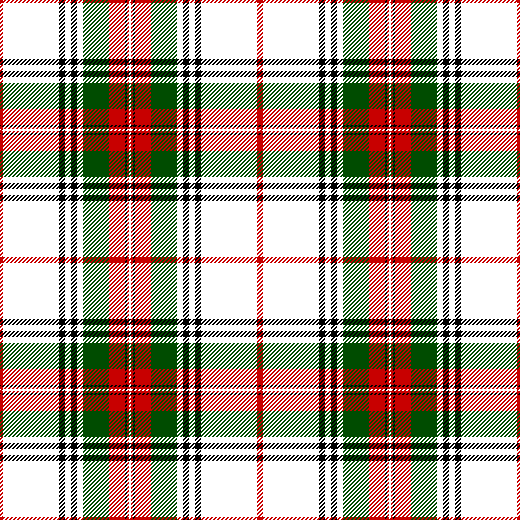
대표적인 만들어진 전통인 스코틀랜드 타르탄 무늬. 무늬 자체는 수천 년 전부터 있던 전통이었으나 스코틀랜드에서 보편적으로 상징으로 사용하기 시작한 때는 최소 18세기 이후이다.

만들어진 전통(Invented tradition)은 1983년 영국의 마르크스주의 역사학자 에릭 홉스봄과 테런스 레인저가 동명의 책에서 들고 나온 개념이다. 해당 책에서 저자들은 소위 "전통"이라고 불리는 것들이 실제로는 매우 최근에야 시작된 것이고 때로는 의도적으로 만들어진 것임을 주장했다. 전통을 "만든다"는 것은 전통이 "시작된다"는 것과는 다르다. 전통의 만들어짐은 근대 국민성의 형성 과정과 국민주의에 의한 현상으로, 국민 통합을 촉진하기 위한 국민정체성 창조의 일환으로써 이루어진다.
대표적인 만들어진 전통으로는 성경과 시온주의, 일본 무술, 스코틀랜드의 킬트 및 타르탄 무늬, 그리고 주요 종교들의 전통들 등이 있다.

## 같이 보기
- 날조
- 도시전설